# Pouteria aubrevillei
Pouteria aubrevillei là một loài thực vật có hoa trong họ Hồng xiêm. Loài này được Bernardi miêu tả khoa học đầu tiên năm 1967.